# Băng quyển

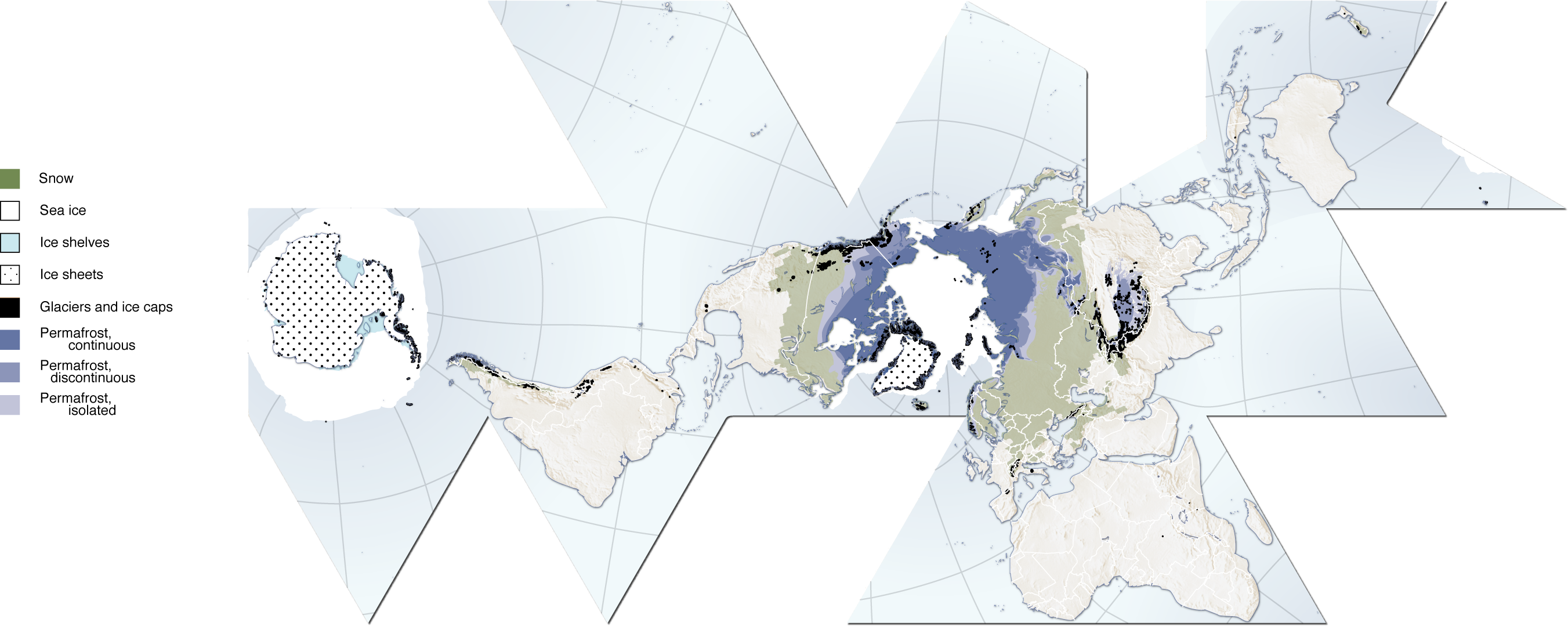
Tổng quan băng quyển và các thành phần lớn hơn của nó, từ UN Environment Programme Global Outlook for Ice and Snow.

Bức ảnh phân giải cao này được thiết kế cho Báo cáo đánh giá thứ năm của IPCC, cho thấy mức độ các vùng đất bị ảnh hưởng bởi các thành phần của băng quyển trên khắp thế giới.

Băng quyển là những vùng có băng tuyết bao phủ quanh năm trên đất liền và trên biển bao gồm những phần bề mặt Trái Đất mà tại đó nước ở thể rắn như băng biển, băng hồ, băng sông, lớp tuyết bao phủ, sông băng, chỏm băng, dải băng, và mặt đất đóng băng kể cả tầng đất đóng băng vĩnh cửu. Do đó, nó sẽ bị chồng chéo nhiều với thủy quyển. Băng quyển là một phần không thể tách rời của hệ thống khí hậu toàn cầu với mối liên kết và phản hồi quan trọng sinh ra qua các ảnh hưởng của nó lên năng lượng bề mặt và dòng hơi ẩm, mây, giáng thủy, thủy văn học, hoàn lưu khí quyển và biển. Thông qua các quá trình phản hồi này, băng quyển đóng một vai trò quan trọng trong khí hậu toàn cầu và trong phản ứng lại mô hình khí hậu đối với những thay đổi toàn cầu. Băng quyển học là ngành khoa học nghiên cứu băng quyển.

## Cấu tạo
Nước đóng băng được tìm thấy trên bề mặt Trái Đất chủ yếu dưới dạng bao phủ tuyết, băng nước ngọt trên hồ và sông, băng biển, sông băng, dải băng và đất đóng băng và tầng đất đóng băng vĩnh cửu.
| Khu vực                     | Diện tích (triệu km²) | Khối lượng (nghìn kg/m²) |
| --------------------------- | --------------------- | ------------------------ |
| Nam Cực                     | 17,74                 | 53                       |
| Đảo Greenland               | 2,3                   | 5                        |
| Vùng núi                    | 0,66                  | 0,2                      |
| Bắc Băng Dương (tháng 3)    | 19,71                 | 0,04                     |
| Vùng biển Nam Cực (tháng 9) | 26,28                 | 0,04                     |
| Theo mùa                    | 59,13                 | <0,01                    |
| Băng vĩnh cửu               | 32,85                 | 1                        |

#### Dải băng lục địa
Các dải băng chiếm phần lớn diện tích ở khu vực Nam Cực và đảo Greenland, và chiếm khối lượng lớn nhất trong hệ thống băng quyển. Những dải băng này được bồi tụ hàng năm khi tuyết rơi. Còn hiện tượng thăng hoa, vỡ băng, hay tan băng vào mùa hè thì khiến khối lượng băng suy giảm. Trải qua thời gian, lượng tuyết rơi hàng năm tích tụ lại bên trên phần tuyết của những năm trước và nén chúng xuống. Khi bị nén, tuyết trở thành băng.
Khi tuyết tích tụ trên những bề mặt băng cũ, nó tạo thành một cấu trúc gần giống mái vòm. Nhờ có tính dẻo, phần băng bị nén dễ dàng trượt ra bên ngoài, làm tăng diện tích bao phủ của dải băng. Tuy nhiên, việc này diễn ra rất chậm nên các lớp băng hầu như không bị xáo trộn đáng kể. Do vậy, lõi băng vẫn được các nhà khoa học sử dụng để tìm hiểu lịch sử Trái Đất bằng cách phân tích các bong bóng khí, bụi và các thành phần hóa sinh còn sót lại trong băng. Các lõi băng tại đảo Greenland có thể cung cấp những thông tin lịch sử khoảng 100.000 năm, còn tại Nam Cực có thể lên tới 500.000 năm.

#### Băng ở các vùng núi
Loại băng này có cấu trúc và hoạt động khá giống các dải băng lục địa, tuy nhiên khối lượng và diện tích bao phủ của chúng lại nhỏ hơn rất nhiều nên việc phản ứng với biến đổi khí hậu sẽ diễn ra nhanh hơn.

#### Băng biển
Băng biển bao phủ một diện tích rộng lớn trên bề mặt Trái Đất, lớn hơn cả dải băng lục địa, nhưng khối lượng lại thấp hơn vì độ dày chỉ khoảng 1 - 3m.
Trong suốt mùa đông tại Bắc bán cầu, băng không chỉ bao phủ ở vùng biển Bắc Cực mà còn lan xuống khu vực biển Bering, thậm chí là biển Okhotsk. Nhưng vào mùa hè, băng tan rất nhanh, thu hẹp diện tích đáng kể, có thể thu hẹp tới gần cực Bắc. Băng biển tại Nam Cực cũng có tính chất tương tự.

##### Chuyển động của băng tại Bắc Cực
Băng tại Bắc Cực có sự dịch chuyển, bị chi phối bởi hai yếu tố chính: xoáy Beaufort ở khu vực Alaska và dòng chảy địa cực từ Siberia đến Greenland và Spitzbergen.
Trong khu vực xoáy Beaufort, băng chuyển động xung quanh xoáy này trong vài thập kỉ rồi di chuyển ra khỏi Bắc Cực. Còn ở dòng chảy địa cực thì khác, chúng chỉ chuyển động quanh Bắc Cực trong khoảng 1 - 2 năm rồi di chuyển xuống phía Nam qua eo biển Fram hoặc qua eo Nares để tiến vào vịnh Baffin.

#### Băng trên đất liền
Băng trên đất liền bao phủ một diện tích rất lớn trên toàn Bắc bán cầu, nhưng diện tích và khối lượng lại thay đổi theo mùa. Vào mùa xuân và sau đó là mùa hè, băng đất liền biến mất, trừ những vùng núi cao.

#### Băng vĩnh cửu
Băng vĩnh cửu bao phủ một phần rộng lớn ở khu vực Siberia, Alaska và phía bắc Canada, ảnh hưởng tới hoạt động con người và hệ sinh thái tại những khu vực này.